# Sony Ericsson W950
Sony Ericsson W950 là 1 cải tiến mang tính đột phá của liên doanh Nhật Bản-Thụy Điển này. Nó vừa kết hợp được vẻ cổ điển của dòng Business-phone vừa kết hợp được tính hiện đại và sáng tạo của dòng Walkman-phone.

## TỔNG QUAN
Sony Ericsson W950 được tung ra vào ngày 13/2/2006, chính vì bộ nhớ trong rất lớn (4GB) kèm theo màn hình cực đại đã khiến cho W950 trở thành điện thoại ăn khách nhất trong thời điểm đó.
Nếu ta nhìn thoáng qua, thì rất có thể nhầm lẫn giữa W950 và "người anh em" M600. Tuy nhiên, điểm khác biệt giữa M600 và W950 là M600 có bàn phím QWERTY, còn W950 thì không, nó chỉ là bàn phím số thông thường.
Về phần kết nối đa phương tiện, W950 có khả năng kết nối nhanh với một số thiết bị, nhờ vào: USB, Bluetooth, 3G, Hồng ngoại và GPRS.
Vì nằm trong dòng Walkman-phone của Sony Ericsson nên W950 được chú ý nhất vào phần nghe nhạc nhiều định dạng (MP3/WMA/AAC/eAAC+) và xem phim cực đỉnh.
W950 chạy trên nền hệ điều hành Symbian OS v9.1, UIQ 3.0. Cấu hình CPU của máy là 32-bit Philips Nexperia PNX4008 208 MHz processor.
Điều đáng tiếc nhất ở W950, cũng giống như M600 là nó không có camera. Ngoài ra nó còn thiếu thẻ nhớ ngoài.

## TÍNH NĂNG
W950 (phiên bản tiêu chuẩn) có thể chạy trên 3 băng tần 2G GSM (900/1800/1900) và 1 băng tần 3G (UMTS 2100).
Ngoài ra, W950 còn có 1 "người anh em song sinh" khác là W958c (dành riêng cho Trung Hoa đại lục), máy này không hỗ trợ kết nối 3G, mà chỉ là EDGE bình thường.
Kích thước máy: 106 x 54 x 15mm
Trọng lượng: 112g
Kích thước màn hình: 240x320 pixels, 2.6 inches, 39x53mm
Loại màn hình: TFT, độ tương phản là 256K màu. Tuy nhiên, màn hình của máy là màn hình cảm ứng đơn điểm (mono-touch screen), với khả năng nhận dạng chữ viết tay độc đáo.
Điểm nổi bật: Nghe nhạc nhanh thông qua nút Walkman trên máy, xem phim chất lượng cao, bộ nhớ trong rất lớn (4GB), FM Radio.
Thời gian đàm thoại: 7,5h
Thời gian chờ: 340h
Pin: Li-Ion 900mAh (BST-33).